# William J. Stone
William Joel Stone, född 7 maj 1848 i Madison County, Kentucky, död 14 april 1918 i Washington, D.C., var en amerikansk demokratisk politiker. Han var den 28:e guvernören i delstaten Missouri 1893–1897. Han representerade Missouri i båda kamrarna av USA:s kongress, först i representanthuset 1885–1891 och sedan i senaten från 1903 fram till sin död.
Stone utexaminerades 1867 från University of Missouri. Han studerade sedan juridik och inledde 1869 sin karriär som advokat i Indiana. Han flyttade följande år igen till Missouri. Han efterträdde 1885 Charles Henry Morgan som kongressledamot och efterträddes 1891 av David A. De Armond.
Stone besegrade republikanen William Warner i guvernörsvalet i Missouri 1892. Han efterträdde David R. Francis som guvernör i januari 1893. Han efterträddes fyra år senare av Lon Stephens.
Senator George Graham Vest kandiderade inte till omval efter fyra mandatperioder i senaten. Stone efterträdde Vest som senator i mars 1903. Han omvaldes två gånger. Han var en av sex senatorer som röstade emot USA:s krigsförklaring mot Kejsardömet Tyskland 4 april 1917. Han avled i ämbetet och efterträddes av Xenophon P. Wilfley.
Stones grav finns på Deepwood Cemetery i Nevada, Missouri.